# Tlakopanci
Tlakopanci (Tlacopanes) /ime dolazi po gradu Tlacopan ="Planta florida sobre tierra llana", jedno od plemena Nahua, ogranak Tepaneka i najmanje od tri plemena iz astečke konfederacije (ostala dva su Tenochca ili Mexica i Acolhua) nastanjeno u vrijeme dolaska Španjolaca u dolini Meksika. Glavno središte Tlakopanaca bila Tacuba ili Tlacopan koja se nalazila na zapdnoj obali jezera Texcoco. 
Tlacopan (također nazvan Tacuba) bio je kraljevstvo utemeljeno nepoznatog datuma, vjerojatno Tepanečkog ogranka, mezoameričkog naroda koji je stigao u dolinu Meksika krajem 12. ili početkom 13. stoljeća, a osnovao ga je Tlacomatzin. Naselili su se na zapadnim obalama jezera Texcoco. Njihov grad postao je podređen vladarima obližnjeg Azcapotzalca, gradske države Tepaneca, čiji je jedan od vladara, Tezozomoc, postavio svog sina Aculnahuacatl Tzaqualcatla za tlatoanija oko 1400. godine. 
Tlakopanci postaju članicom astečke konfederacije, koju su činili gradovi Tenochtitlan, Texcoco i Tlacopan, a osnovan je 13. ožujka 1428. godine, a razlog su vjerojatno bili Tepaneci. Tlacopan je, međutim, trebao ostati mlađi partner u savezu, primajući samo petinu od poreza dobivenih zajedničkim kampanjama sa svojim snažnijim saveznicima

## Tlatoani
- Tlacomatzin,
- Aculnahuacatl Tzaqualcatl (c 1400–c1428)
- Totoquihuaztli I (ca 1428–1469)
- Chimalpopoca  (1469–1489)
- Antonio Cortés Totoquihuaztli II (1489–1519)
- Don Pedro Tetlepanquetzaltzin (1519–1524)
- Don Gabriel Tecpatl (1524-)
- Don Pedro de Alvarado Temictzin ()
- Don Alfonso Cortés Totoquihuaztli (1550–1574)
- Don José Jorge Cortés Chimalpopoca cacique (kasik) Tacube

## Vanjske poveznice
- Lewis H. Morgan 1877, Ancient Society. Chapter VII The Aztec Confederacy